# ストラジツァ
座標: 北緯43度14分 東経25度58分 / 北緯43.233度 東経25.967度

ストラジツァ
Стражицаストラジツァ ブルガリア内のストラジツァの位置

ストラジツァ（ブルガリア語: Стра̀жица / Strazhitza）はブルガリア北東部の町、およびそれを中心とした基礎自治体。ヴェリコ・タルノヴォ州に属する。

## 概要
ヴェリコ・タルノヴォから45キロメートル東に位置している。この地方には古代にはトラキア人の居住があった。現在は住民の多くは正教会に属する。

## 町村
ストラジツァ基礎自治体（Община Стражица）には、その中心であるストラジツァをはじめ、以下の町村（集落）が存在している。
- Асеново
- Балканци
- Благоево
- Бряговица
- Виноград
- Владислав
- Водно
- Горски Сеновец
- Железарци
- Кавлак
- Камен

- Кесарево
- Лозен
- Любенци
- Мирово
- Николаево
- Нова Върбовка
- Ново градище
- Стражица
- Сушица
- Теменуга
- Царски извор